# Список керівників держав 1180 року
Список керівників держав 1180 році — це перелік правителів країн світу у 1180 році
Список керівників держав 1179 року — 1180 рік — Список керівників держав 1181 року — Список керівників держав за роками

## Азія

### Західна Азія
- Аббасидський халіфат — халіф Ан-Насір (1180—1225)
- Анатолійські бейлики —
  - Артукіди —
    - Хасанкейф — емір Мухаммад ібн Кара-Арслан (1167—1185);
    - Мардін — Іль-Газі II Кутб ад-дін (1176—1184)

  - Данішмендиди — мелік Афрідун (1176—1184)
  - Іналогуллари — емір Махмуд (1142—1183)
  - Менгджуки (Менгучегіди) — бей Фахр ад-дін Бахрам-шах (1155—1218)
  - Салтукіди — емір Мухаммад Насір ад-дін (1168—1189)
  - Шах-Арменіди  — бей Сукман II Насир ад-дін (1128—1185)
- Антіохійське князівство — князь Боемунд III (1163—1201)
- Єрусалимське королівство — король Балдуїн IV (1174—1185)
- Зангіди — емір Муїзз ад-Дін Санджар-шах ібн Газі (1180—1208)
- Конійський султанат — султан Килич-Арслан II (1156—1192)

Ємен — васальний Єгипту султанат (1174—1229)
- Айюбіди — амір Шамс ад-Дін Туран-шах I ібн Айюб (1174—1181)

Кавказ
- Вірменія:
  - Кілікійське царство — князь Рубен III (1175—1187)
- Грузія — цар Георгій III (1156—1184)
- Держава Ширваншахів — ширваншах Ахсітан I (1160—1197)

### Центральна Азія
- Газнійська держава (Афганістан) — султан Хосров Малік (1160—1186)
- Гуріди — султан Гійас уд-Дін (1163—1202)
  - Шамс уд-Дин, малік в Бамійані (1163—1192)

- Персія
  - Баванді (Табаристан) — іспахбад Ардешир I (1170—1205)
  - Хазараспіди — Абу Тахір ібн Мухаммад, атабек (1148—1203)

- Середня Азія
  - Держава Хорезмшахів — хорезмшах Ала ад-Дін Текеш (1172—1200)
  - Східно-Караханідське ханство — хан Мухаммед III Богра-хан (в Кашгарі) (1156—1180)
  - Західно-Караханідське ханство — хан Ібрагім III Богра-хан (1178—1201)
- Сельджуцька імперія —
  - Керманський султанат — султан Туран-шах II (1177 — бл.1183)

### Південна Азія
- Індія
  - Західні Чалук'я — магараджа Джагадекамалла III (1164—1183)
  - Держава Хойсалів — перманаді Віра Баллаладева II (1173—1187)
  - Династія Сена — раджа Лакшмана Сена (1179—1206)
  - Калачурі — раджа Sankama (1176—1180); Ahavamalla (1180—1183)
  - Качарі — цар Суражит (бл. 1155 — бл. 1180)
  - Парамара (Малава) — магараджа Віндхьяварман (1160—1193)
  - Чандела — раджа Парамарді (1165—1203)
  - Чола — магараджа Кулоттунга Чола III (1178—1218)
  - Ядави (Сеунадеша) — магараджа Бхіллама V (1175—1187)

- Шрі-Ланка
  - Полоннарува — цар Паракрамабаху I (1153—1186)

### Південно-Східна Азія
- Кхмерська імперія — імператор Трібхуванадітьяварман (1166—1181)
- Дайков'єт — імператор Лі Као Тонг (Лаунг Кан) (1175—1210)
- Далі (держава) — король Duan Zhixing (1171—1200)
- Паган — король Нарапатісітху (1174—1211)
- Чампа — князь Джая Індраварман IV (1167—1190)
- Індонезія
  - Кедірі — рака Арьяшвара (1171—1181)

### Східна Азія
- Японія — Імператор Такакура (1168—1180)
- Китай (Імперія Сун) — імператор Сяо-цзун (Чжао Шень) (1162—1189)
  - Західне Ся — імператор Жень-цзун (Лі Женьсяо) (1139—1193)
  - Каракитайське ханство (Західне Ляо) — імператор Чжулху (1177—1211)
  - Цзінь — імператор Ваньянь Улу (Ши-цзун) (1161—1189)
- Корея
  - Корьо — ван Мьонджон (1170—1197)

## Африка
- Альмохади — халіф Абу Якуб Юсуф (1163—1184)
- Аксум (Ефіопія) — імператор Наакуето Лааб (1159—1207)
- Гана — цар Бірама (1160—1180)
- Кілва — султан Сулейман ібн аль-Хасан ібн Дауд (1170—1189)
- Аюбіди (Єгипет) — султан Салах ад-Дін Юсуф I ібн Айюб (1169—1193)
- Канем — маї Бікуру (Бекру) (1176—1193)
- Нрі — езе Буїфе (1159—1259)

## Європа

### Британські острови
- Шотландія — король Вільгельм I Лев (1165—1214)
- Англія — король Генріх II Плантагенет (1154—1189)
- Уельс:
  - Гвінед — Давид I ап Оуайн (1170—1195) (східна частина Гвінеда); Родрі II ап Оуайн (1170—1190) (західна частина Гвінеда)
  - Дехейбарт — король Ріс ап Гріфід (1155—1197)
  - Королівство Повіс — король Гріфід Майлор, Повіс Вадога (1160—1191); Оуайн Ківейліог, король Повіс Венвінвіна (1160—1195)

### Північна Європа
- Данія — король Вальдемар I Великий, король (1157—1182)
- Феодальна Ірландія — верховний король Руайдрі Уа Конхобайр (1166—1183)
  - Коннахт — король Руайдрі Уа Конхобайр (1156—1183)
  - Томонд — король Домналл Мор мак Тойрделбайг O'Брайен (1168—1194)

- Норвегія — король Магнус V (1161—1184)
- Швеція — король Кнут Ерікссон (1167—1195)

### Франція
король Франції Людовик VII (1137—1180)
- Аквітанія — Алієнора, герцогиня (1137—1204)
- Ангулем — граф Вульгрін III (1179—1181)
- Анжу — граф Генріх II Плантагенет (1151—1189)
- Бретань — герцогиня Констанція (1166—1196)
- Герцогство Бургундія — герцог Гуго III (1162—1192)
- Бургундія (графство) — Беатрис I, пфальцграфиня (1148—1184)
- Вермандуа — граф Філіп Ельзаський (1167—1185)
- Макон — граф Жеро I (1155—1184)
- Невер — граф Гільйом V (1176—1181)
- Нормандія — герцог Генріх II Плантагенет (1150—1189)
- Овернь — граф Гільйом VIII (1155—1182)
- Руссільйон — граф Альфонс I (1172—1181)
- Тулуза — граф Раймонд V (1148—1194)
- Шалон — граф Гільйом II (1166—1192)
- Шампань — Генріх I, граф (1152—1181)
- Фландрія — граф Філіп I Ельзаський (1168—1185)

### Священна Римська імперія
імператор Фрідріх I Барбаросса (1155—1190)
- Баварія — герцог Генріх XII Лев (1156—1180)
- Саксонія — герцог Генріх Лев (1142—1180)
- Тюрингія — ландграф Людвіг III Добрий (1172—1190)
- Швабія — герцог Фрідріх VI (1170—1191)

- Австрія — герцог Леопольд V (1177—1194)
- Каринтія — герцог Герман (1161—1181)
- Лувен — граф Готфрід III Сміливий, граф (1142—1190)
- Лужицька (Саксонська Східна) марка — маркграф Дітріх II (1156—1185)
- Монферрат — маркграф Вільгельм V Старий (бл. 1136—1191)
- Мейсенська марка — маркграф Оттон II Багатий (1156—1190)

- Богемія (Чехія) — Фрідріх (князь Чехії) (1178—1189)
  - Зноймо (князівство) — князь Конрад III Ота (бл. 1161—1191)

- Штирія (Карантанська марка) — маркграф Отакар IV (1164—1180)
- Рейнский Пфальц — пфальцграф Конрад (1156—1195)
- Верхня Лотарингія — герцог Сімон II (1176—1205)
- Ено (Геннегау) — граф Бодуен V (1171—1195)
- Намюр (графство) — граф Генріх I (Генріх IV Люксембурзький) (1139—1189)
- Люксембург — граф Генріх IV Сліпий (1136—1196)

- Голландія — граф Флоріс III (1157—1190)
- Савоя — граф Гумберт III (1148—1189)

### ЦентральнатаСхідна Європа
- Польща — князь Казимир II Справедливий (1177—1191)
  - Великопольське князівство — Мешко, князь (1138—1179, 1181—1202)
  - Померанія —
    - Померанія-Деммін — Казимир I, князь (1156—1180)
    - Померанія-Штеттін — Богуслав I, князь (1156—1187)
- Рашка (Сербія) — великий жупан Стефан I Неманя (1166—1196)
  - Дукля (князівство) — жупан Михайло III Воїслав (1162—1186)
- Угорщина — король Бела III (1172—1196)
- Київська Русь — великий князь Святослав Всеволодович (1176—1181)
  - Волинське князівство — князь Роман II Мстиславич (1173—1188)
  - Володимиро-Суздальське князівство — князь Всеволод Велике Гніздо (1176—1212)
  - Галицьке князівство — князь Ярослав Володимирович Осмомисл (1153—1187)
  - Городенське князівство — князь Мстислав Всеволодкович Городенський (1172—1183)
  - Переяславське князівство — князь Володимир Глібович (1169—1187)
  - Полоцьке князівство — князь Всеслав Василькович (1162—1167, 1167—1180)
  - Смоленське князівство — князь Роман Ростиславич (1159—1171, 1173—1174, 1176—1180)
  - Чернігівське князівство — Ярослав Всеволодович (князь чернігівський) (1177—1198)

### Іспанія,Португалія
- Ампуріас — граф Понс III (~1173 — бл.1200)
- Арагон — король Альфонсо II Цнотливий (1164—1196)
- Кастилія — Альфонсо VIII, король (1158—1214)
- Леон — король Фердинанд II (1157—1188)
- Наварра (Памплона) — король Санчо VI Мудрий (1150—1194)
- Пальярс Верхній — граф Артау (Артальдо) IV (до 1167—1182/1192)
- Пальярс Нижній — графиня Валенсія (1177—1182)
- Прованс — граф Раймунд Беренгер III (IV) (1173—1181)
- Уржель — граф Ерменгол VII (1154—1184)
- Майорка (тайфа) — емір Ісхак (1156—1183)

- Португалія — граф Альфонс Енрікеш (1139—1185)

### Італія
- Венеційська республіка — дож Себастьяно Дзіані (1172—1178)
- Папська держава — папа римський Олександр III (1159—1181)
- Сицилійське королівство — король Вільгельм II Добрий (1166—1189)
  - Таранто — князь Вільгельм II Добрий (1157—1189)

### Візантійська імперія
- Візантійська імперія — імператор Мануїл I Комнін (1143—1180)

| Історія | Це незавершена стаття з історії. Ви можете допомогти проєкту, виправивши або дописавши її. |